# Церковь Кристиана (Шиен)
Церковь Кристиана (норв. Christianskirken) — несохранившаяся лютеранская церковь в Шиене, фюльке Телемарк, Норвегия. Сгорела во время городского пожара в 1886 году. Взамен нее построена Церковь Шиена. 

## История
Церковь была построена в 1779—1783 гг. на месте церкви Святой Марии, сгоревшей в 1777 году. Проект разработал архитектор Йорген Хенрик Раверт. Это была первая монументальная постройка Раверта в Норвегии. Интерьер церкви был сделан по примеру интерьера церкви Конгсберга, построенной в 1761 году. Для скорейшего окончания строительства среди горожан была организована большая кампания по сбору средств.
В плане здание имело крестообразную форму с массивной башней в центральной части. Церковь была рассчитана на 1176 посетителей. Алтарь, алтарное изображение, кафедра и орган располагались друг над другом. В алтаре располагалась картина Положение во гроб, копия оригинала Караваджо. На стенах располагались два герба, один с монограммой короля, а другой с городским гербом. Название церкви было дано в честь датско-норвежского короля Кристиана.
В 1886 году в городе вспыхнул большой пожар и церковь полностью сгорела. Из здания удалось спасти купель, выполненную скульптором Оле Фладагером, картину Положение во гроб, священные сосуды. Все это было затем использовано в новой церкви. Также сохранились две статуи Вера и Надежда, выполненные Я. К. Холлером (норв. Jacob Christian Holler).
Когда пожар был потушен, в руинах были обнаружены куски расплавленного и затвердевшего металла. Один из часовщиков города, N.P. Søgaard, использовал этот материал для создания ювелирных изделий в виде маленьких часов. Одно из этих украшений он отправил Генрику Ибсену.
Две аллегорические фигуры Вера и Надежда в настоящее время находятся в музее Телемарка. В 2014 году они были временно выставлены в церкви Шиена по обе стороны алтаря.

## Галерея

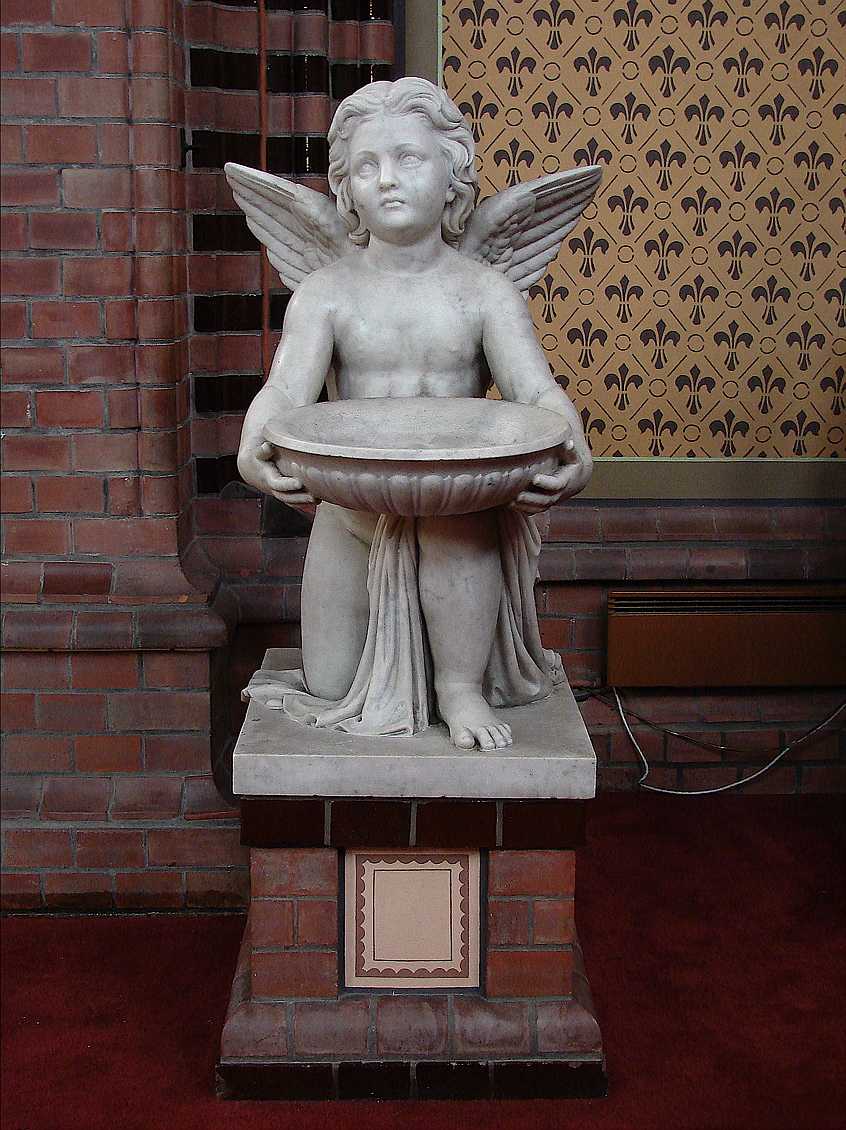
Купель (в настоящее время в Церкви Шиена)
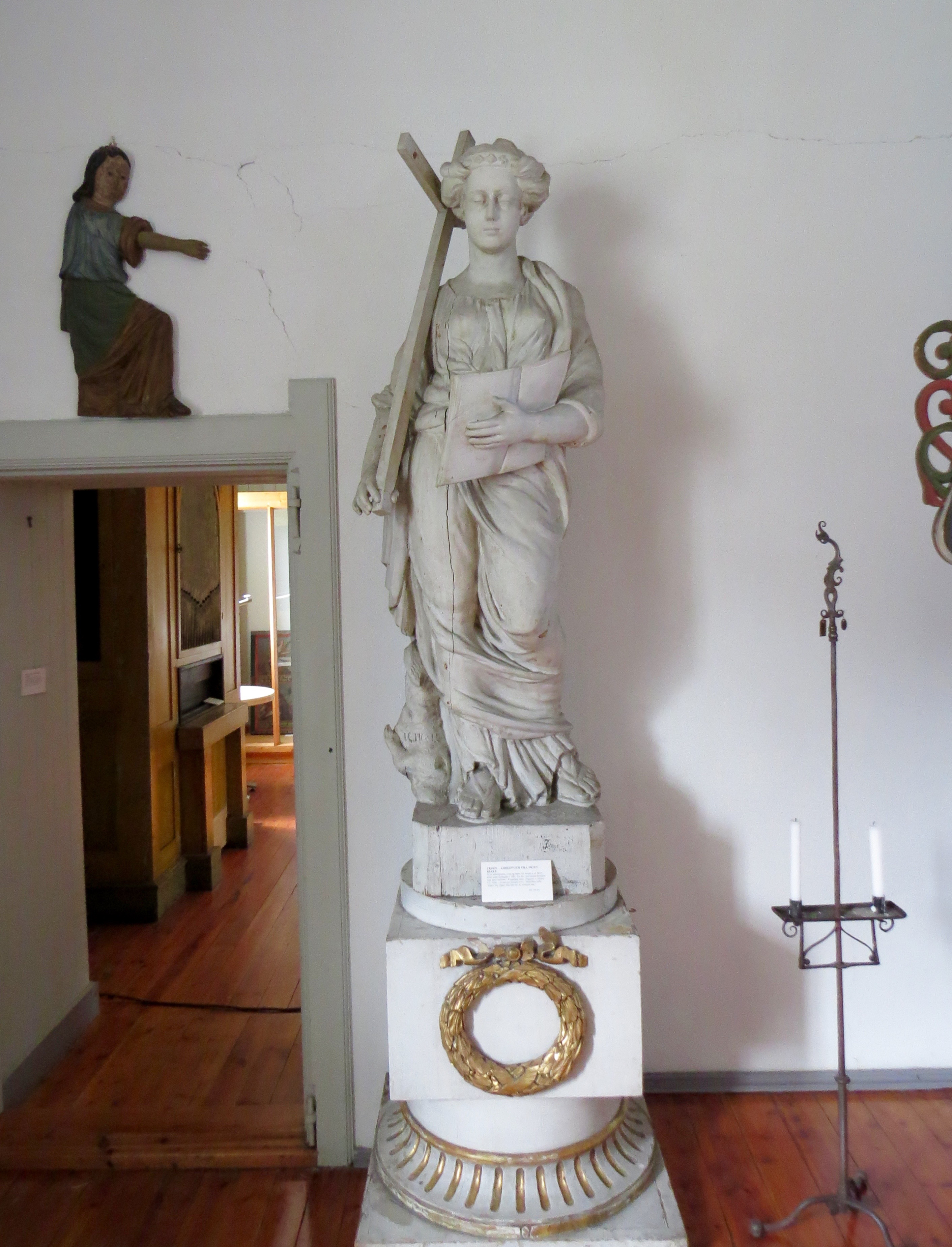
Вера
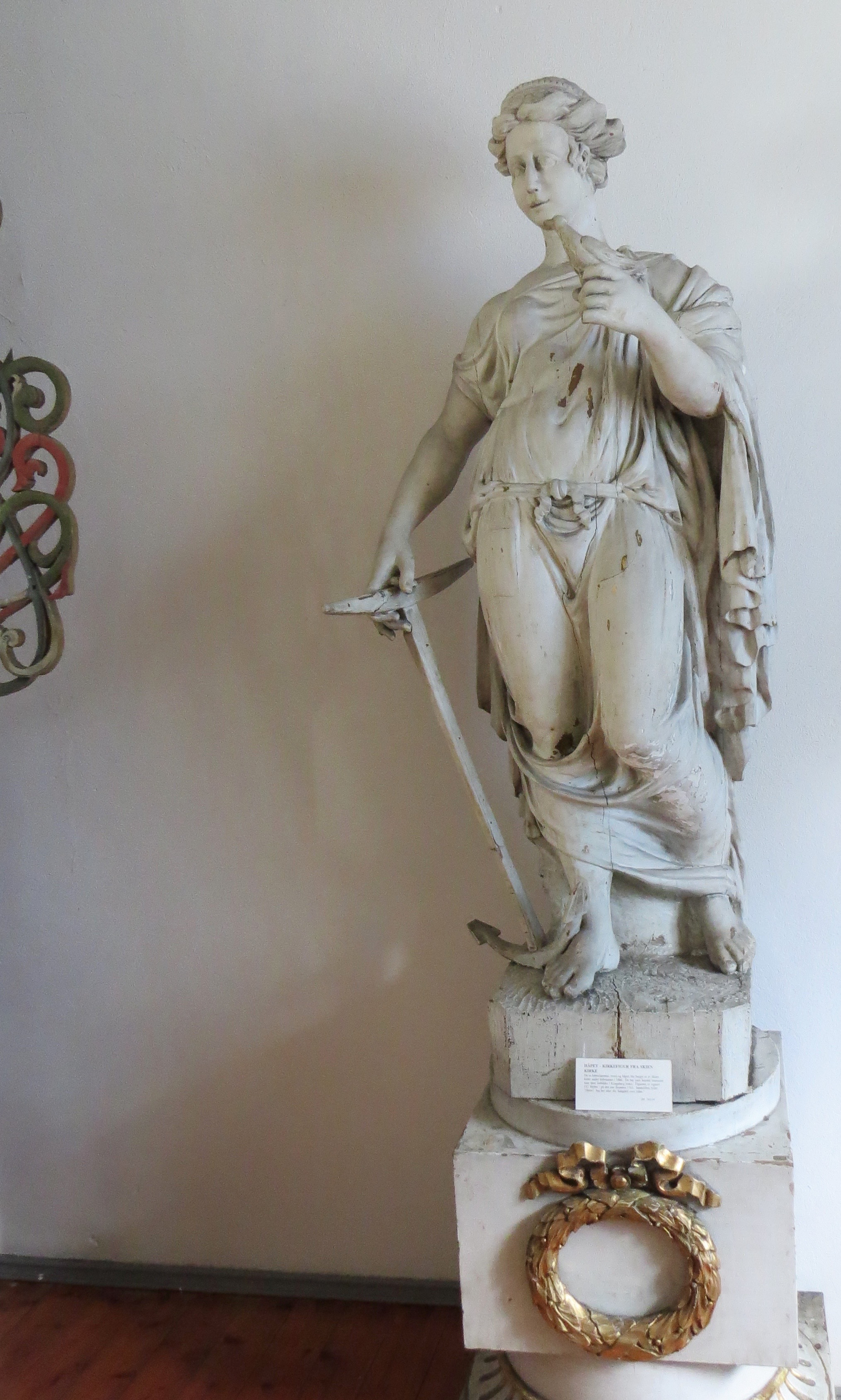
Надежда
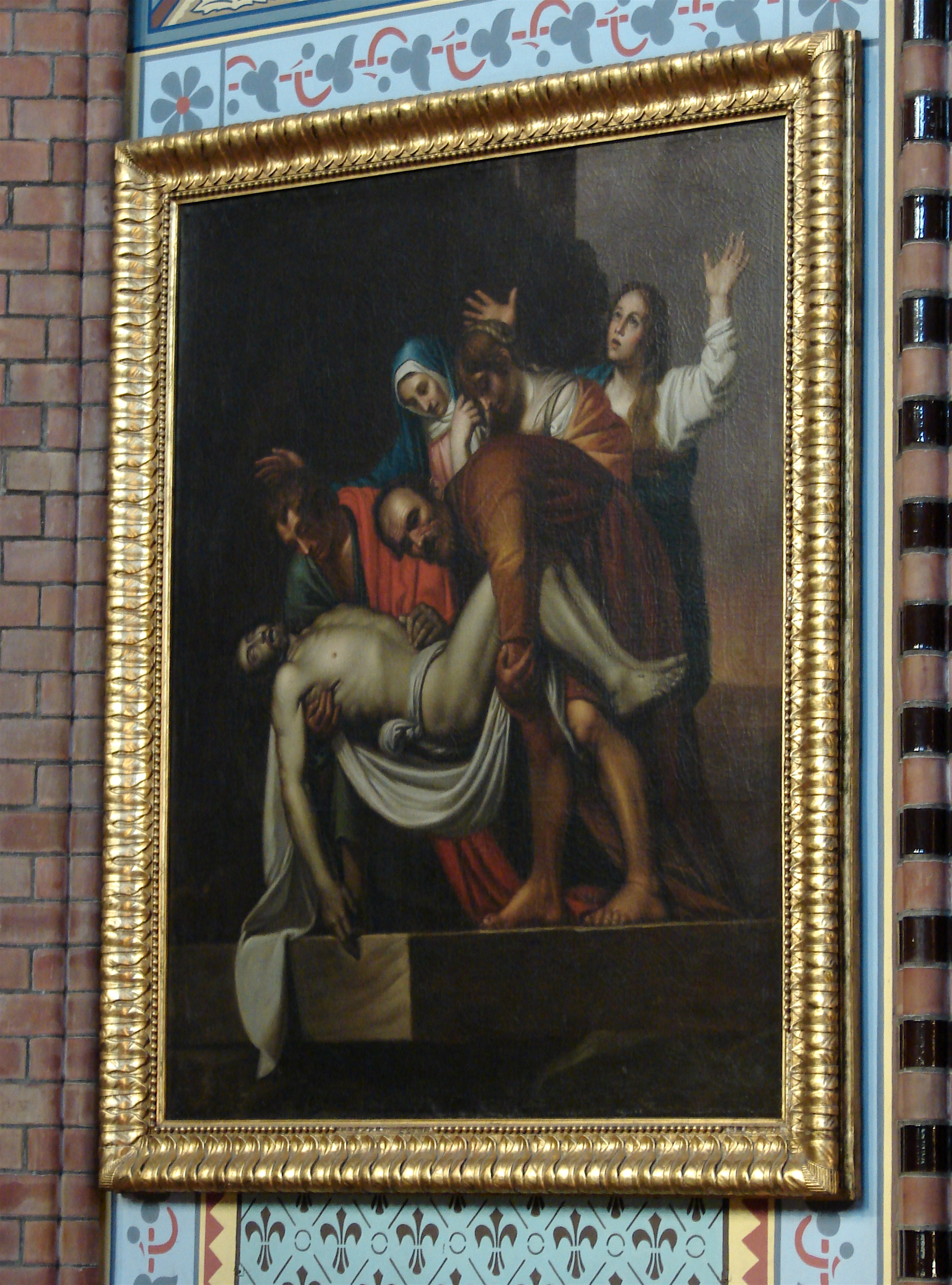
Положение во гроб (в настоящее время в Церкви Шиена)
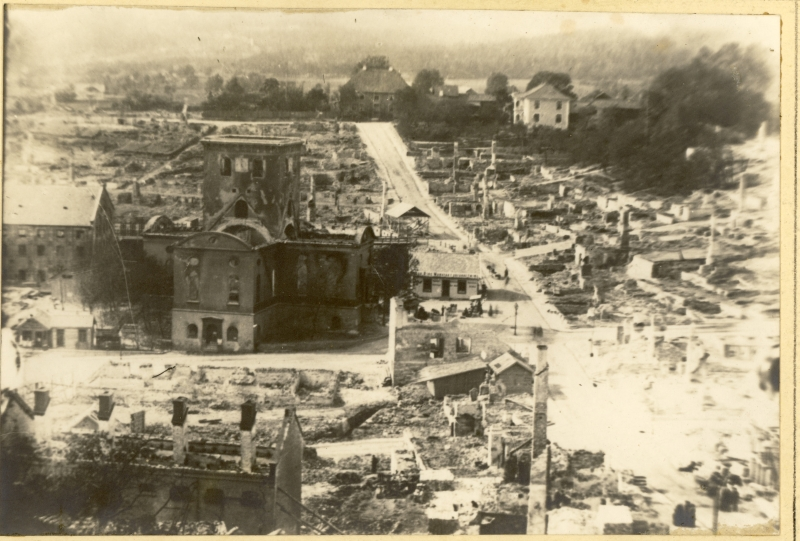
Церковь после пожара, 1886 год